# 柳杜乡
柳杜乡，是中华人民共和国山西省太原市清徐县下辖的一个乡镇级行政单位。

## 行政区划
柳杜乡下辖以下地区：
北社村、东南社村、乔武村、柳杜村、西宁安村、拔奎村、新堡村、西青堆村、东青堆村、南青堆村、成子村和常丰村。